# 一絃の琴
『一絃の琴』（いちげんのこと）は、宮尾登美子の長編時代小説。講談社から書き下ろしで1978年10月20日に刊行された。南国土佐を舞台に、幕末から明治へ時代が大きく変わっていく中で、「一絃琴」の音色に魅せられた2人の女性の生い立ち、確執、半生を描いた物語。第80回（1978年下半期） 直木賞受賞作。
またそれを原作としたテレビドラマ。NHK総合「時代劇ロマン」枠で2000年にテレビドラマ化された。原作では前半が苗を主人公、終盤は弟子の蘭子が主人公に据えられているが、ドラマ版では一貫して苗にスポットがあてられている。

## ストーリー

### 【第1部・幕末編】
時は、幕末。土佐藩藩士の娘・澤村苗は、男子の習い事でもある一絃琴を習っていた。
ある日のこと。苗は、一絃琴の師範である大友流月と知り合う。苗は流月の元で、一絃琴の修行を始めた。厳しい稽古だがそれでも苗は彼の元で腕をみがき、それと同時に、次第に流月へ惹かれていく。だがそれもつかの間。流月が不慮の死を遂げた。
流月の一件以来、苗の元には縁談が持ち込まれる事が無くなってしまった。そんなある日。苗は望月健直から告白された。「必ず幸せにする」と言い切り、流月との経緯を知った上でも結婚したいというのだ。それからしばらくの後。苗は望月家へ嫁いだ。
望月家は武門の家柄で、苗は一絃琴を禁じられ姑・清から薙刀の稽古をつけられることに。様子を見に望月家を訪れた、妹・愛子は何も出来ずに立ち去る。
やがて、戊辰戦争が始まり、健直は兄とともに出陣していった。しばらくして、健直は戦死。健直の葬儀が終わり、苗は実家・澤村家へ帰ろうとするが望月家から許しが出ず、そのまま留まることに。1年が経ち、ようやく澤村家へ帰る事になった苗。帰る前に、姑・清に一絃琴を奏でた。

## 書誌情報
- 一絃の琴（1978年10月20日、講談社、ISBN 978-4-06-113979-4）
- 一絃の琴（1982年7月13日、講談社文庫、ISBN 978-4-06-131778-9）
- ー絃の琴（新装版）（2000年2月14日、講談社、ISBN 978-4-06-209915-8）
- 新装版 一絃の琴（2008年4月15日、講談社文庫、ISBN 978-4-06-276028-7）

## ドラマ
NHK総合「時代劇ロマン」枠で2000年3月27日から7月31日に放送された。全18回。

### キャスト
- 澤村（望月／市橋）苗：田中美里
- 父・澤村克己：篠田三郎
- 母・澤村秀乃：竹下景子
- 祖母・澤村袖：香川京子
- 妹・澤村愛子：岡本綾
- 弟・澤村信之：井之上チャル
- 叔父・須崎辰之進：伊原剛志
- 夫・市橋公一郎：榎木孝明　はじめ愛子の夫、愛子と死別し、のちに苗と再婚
- 義母・市橋栄：山本陽子
- 夫・望月健直：生瀬勝久　最初の夫、死別
- 義母・望月清：土田早苗
- 義姉・望月依子：有森也実
- 師匠・大友流月：三田村邦彦
- 師匠・緒方嘉平 ：吉幾三
- 琴職人・佐竹紋之助：平田満
- 旅の絵師・亀岡： 田中邦衛
- 流月の女中・美代：西尾まり
- 友人・千家朝於：関さちよ
- 弟子・岳田蘭子：吹石一恵
- 塾生・仲崎雅美：真柄佳奈子
- 岳田：大和田伸也
- みの：和泉ちぬ
- 八助：車だん吉

### スタッフ
- 脚本：田中晶子
- 演出：大森青児、西谷真一（第3回4回7回10回14回）、越智篤志（第6回9回）、磯智明、中村高志（第8回12回）、勅使河原亜紀夫（第11回）
- 制作統括：菅康弘、小松隆一、高橋幸作
- 音楽：渡辺俊幸

### 放送日程
| 放送回 | 放送日  | サブタイトル | 演出           |
| ------ | ------- | ------------ | -------------- |
| 第1回  | 3月27日 | 出会い       | 大森青児       |
| 第2回  | 4月03日 | 師匠         | 大森青児       |
| 第3回  | 4月10日 | 恋心         | 西谷真一       |
| 第4回  | 4月17日 | 秘密         | 西谷真一       |
| 第5回  | 4月24日 | 別離         | 大森青児       |
| 第6回  | 5月01日 | 結婚         | 越智篤志       |
| 第7回  | 5月08日 | 嫁姑         | 西谷真一       |
| 第8回  | 5月15日 | 約束         | 中村高志       |
| 第9回  | 5月22日 | 姉妹         | 越智篤志       |
| 第10回 | 5月29日 | 母娘         | 西谷真一       |
| 第11回 | 6月05日 | 後添い       | 勅使河原亜紀夫 |
| 第12回 | 6月12日 | 幸福         | 中村高志       |
| 第13回 | 6月19日 | 決心         | 越智篤志       |
| 第14回 | 7月03日 | 弟子         | 西谷真一       |
| 第15回 | 7月10日 | 再会         | 磯智明         |
| 第16回 | 7月17日 | 亀裂         | 田中英治       |
| 第17回 | 7月24日 | 跡目         | 大森青児       |
| 最終回 | 7月31日 | 旅立ち       | 大森青児       |

| NHK総合 月曜21時台枠（今作より時代劇ロマン） | NHK総合 月曜21時台枠（今作より時代劇ロマン） | NHK総合 月曜21時台枠（今作より時代劇ロマン） |
| 前番組                                       | 番組名                                       | 次番組                                       |
| -------------------------------------------- | -------------------------------------------- | -------------------------------------------- |
| クローズアップ現代                           | 一絃の琴                                     | 柳橋慕情                                     |